# Maxim Votinov
Bản mẫu:Eastern Slavic name
Maxim Andreyevich Votinov (tiếng Nga: Максим Андреевич Вотинов; sinh ngày 29 tháng 8 năm 1988) là một cầu thủ bóng đá người Nga. Anh thi đấu cho F.K. Rotor Volgograd.